# غارنييه دي نابلس

شعار النبالة لغارنييه دي نابلس

غارنييه دي نابلس كان السيد الأكبر العاشر لفرسان الإسبتارية من 1190 إلى 1192. حارب في معركة أرسوف في عهد الملك ريتشارد قلب الأسد خلال الحملة الصليبية الثالثة.

## معركة أرسوف
كان ريتشارد قد أمر في وقت سابق بعدم الاشتباك المباشر مع العدو أثناء الزحف للاستيلاء على يافا. كان فرسان الإسبتارية بقيادة غارنييه يتعرضون لضغوط شديدة من المسلمين لوجودهم في مؤخرة الجيش. لقد تعرضوا باستمرار للمضايقة بالسهام والهجمات الضيقة على نطاق واسع في محاولة لتعطيل وإغراء مؤخرة الجيش الصليبي في معركة كاملة. وفقًا لمخطوطة تعود إلى القرن الثالث عشر خط سير ريتشارد، كان غارنييه قريبًا من نقطة الضعف وركب للأمام شخصيًا في محاولة لإقناع ريتشارد بالهجوم: 
 سيدي الملك، نحن نواجه ضغوطاً عنيفة من العدو، ونواجه خطر العار الأبدي، كما لو أننا لم نجرؤ على رد ضرباتهم؛ كل واحد منا يفقد حصانه واحدًا تلو الآخر، ولماذا ينبغي أن نتحملهم أكثر من ذلك؟ 
 كما طلب من ريتشارد تخفيف الضغط بهجوم الفرسان. رفض ريتشارد وأجابه: «أيها السيد الطيب، أنت الذي يجب عليه تحمل الهجوم؛ لا يمكن لأي شخص أن يكون في كل مكان في وقت واحد.» عندما زاد الضغط، هاجم السيد الأكبر وفارس آخر يدعى بالدوين دي كاريو المسلمين. وانضم إليهم بعد ذلك بقليل بقية فرسان الإسبتارية. ريتشارد، عندما رأى أن أوامره قد تم عصيانها بالفعل، أعطى الإشارة بهجوم كامل. هذا الهجوم حدث للمسلمين على حين غرة، وتفرقت صفوفهم. وهكذا، من بعض النواحي، ساعد غارنييه في كسب المعركة، على الرغم من أنه يتعارض مع أوامر ريتشارد.

## التصوير في الخيال والسينما
في لعبة الفيديو أساسنز كريد، يعد غارنييه دي نابلس أحد الأهداف الرئيسية التسعة للاغتيالات وتصوره اللعبة على أنه رجل يأخذ هؤلاء الذين لا يمتلكون العقول السليمة، وغالبًا بالقوة، ويقوم بالتجارب عليهم في محاولة لعلاجهم. بالإضافة إلى ذلك، قام الطائر بن لا أحد (بطل اللعبة) باغتياله في عكا في عام 1191، في حين أنه توفي تاريخيًا في عام 1192 بعد قتاله في معركة أرسوف .
الممثل دونالد سومبير قام بأداء دور غارنييه في مسلسل وثائقي بعنوان الأبطال والأشرار من إنتاج بي بي سي لعام 2008، والذي يحكي عن معركة أرسوف.

### استشهادات
1. ↑  برتراند غاليمارد فلافيني (2005). Histoire de l'ordre de Malte (بالإنجليزية). إمبراطورية الفرنجة: Perrin. pp. 317–319. ISBN:9782262021153. Archived from the original on 2019-12-17.
2. 1 2  "Book IV: Richard's march from Acre to Arsuf" (PDF). Richard of Holy Trinity. Itinerary of Richard I and others to the Holy Land (formerly ascribed to Geoffrey de Vinsauf) (PDF). Publications Medieval Latin Series (بالإنجليزية). كامبريدج: جامعة يورك. 2001. Archived from the original on 2019-08-09. {{استشهاد بكتاب}}: |عمل= تُجوهل (help)